# Potyczka na Ponte da Azenha
Potyczka na Ponte da Azenha – starcie zbrojne, które miało miejsce w nocy z 19 na 20 września 1835 i zapoczątkowało powstanie Farrapos (1835–1845), ruch wyzwolenia gauchów spod władzy Cesarstwa Brazylii.

## Przebieg
Potyczka na moście (z port. ponte) była pierwszym starciem zbrojnym w trakcie powstania Farrapos. Doszło do niej na terenie dzisiejszego miasta Porto Alegre. W nocy z 19 na 20 września 1835 roku siły powstańców planowały przejść po moście Ponte de Azenha, napotkały tam siły wicehrabiego Camanu José Egídio Gordilho de Barbuda Filho w sile 200 konnych. Siły rewolucyjne liczyły 30 konnych, jednak na skutek szybkiej szarży oraz zranienia wicehrabiego w udo doprowadziły do wycofania się sił cesarskich do budynku siedziby rządu oraz zabarykadowania się. Siły powstańców zostały rozwiązane, jednak to wydarzenie jest uznawane za początek powstania Farrapos. W niecały rok później 10 września 1836 roku doszło do większego starcia zbrojnego o Arroio Seival, które doprowadziło do proklamowania Republiki Rio-Grandense.